# North Side (Chicago)

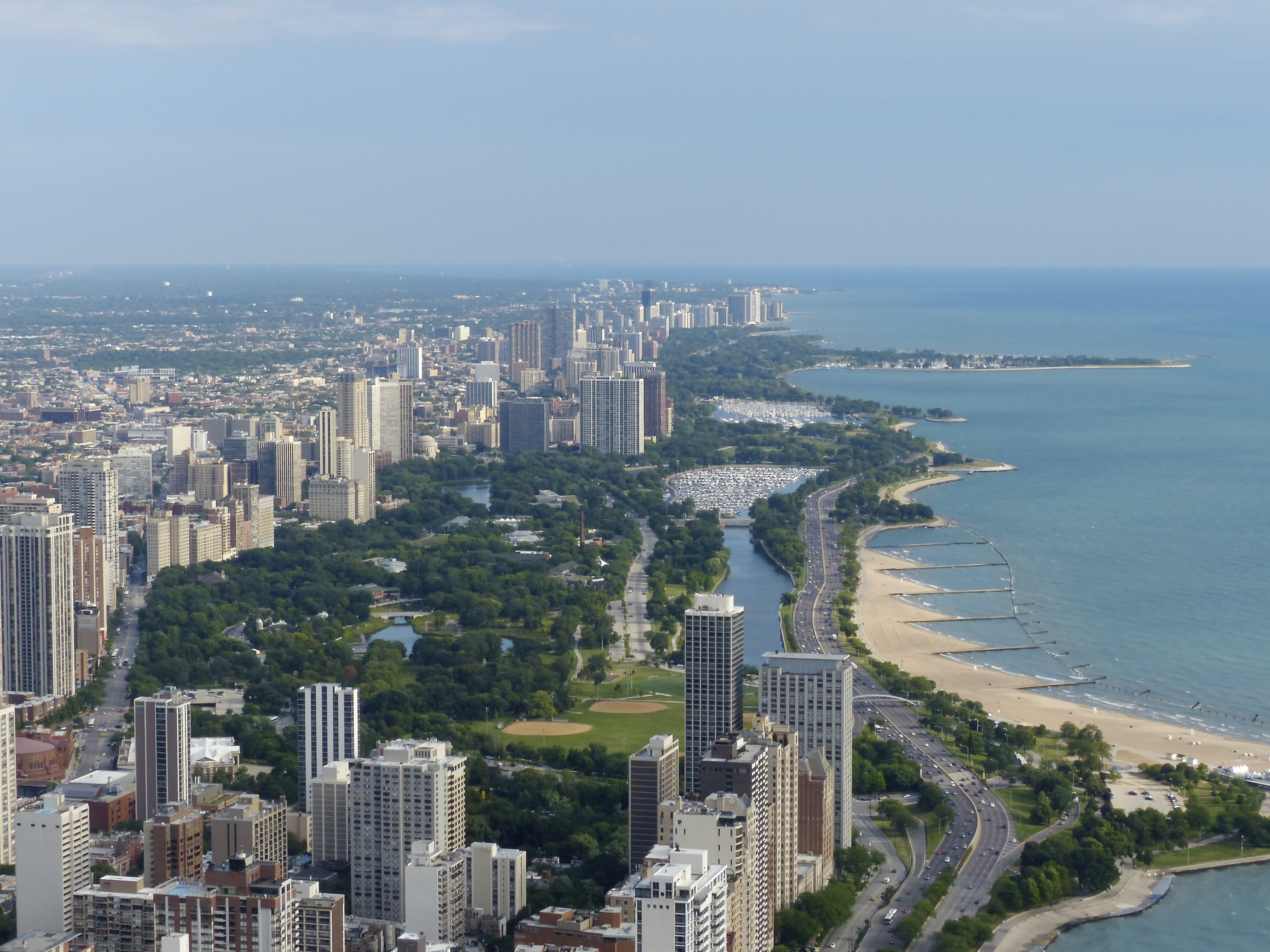
Vue sur le littoral de North Side avec Lincoln Park au premier plan.

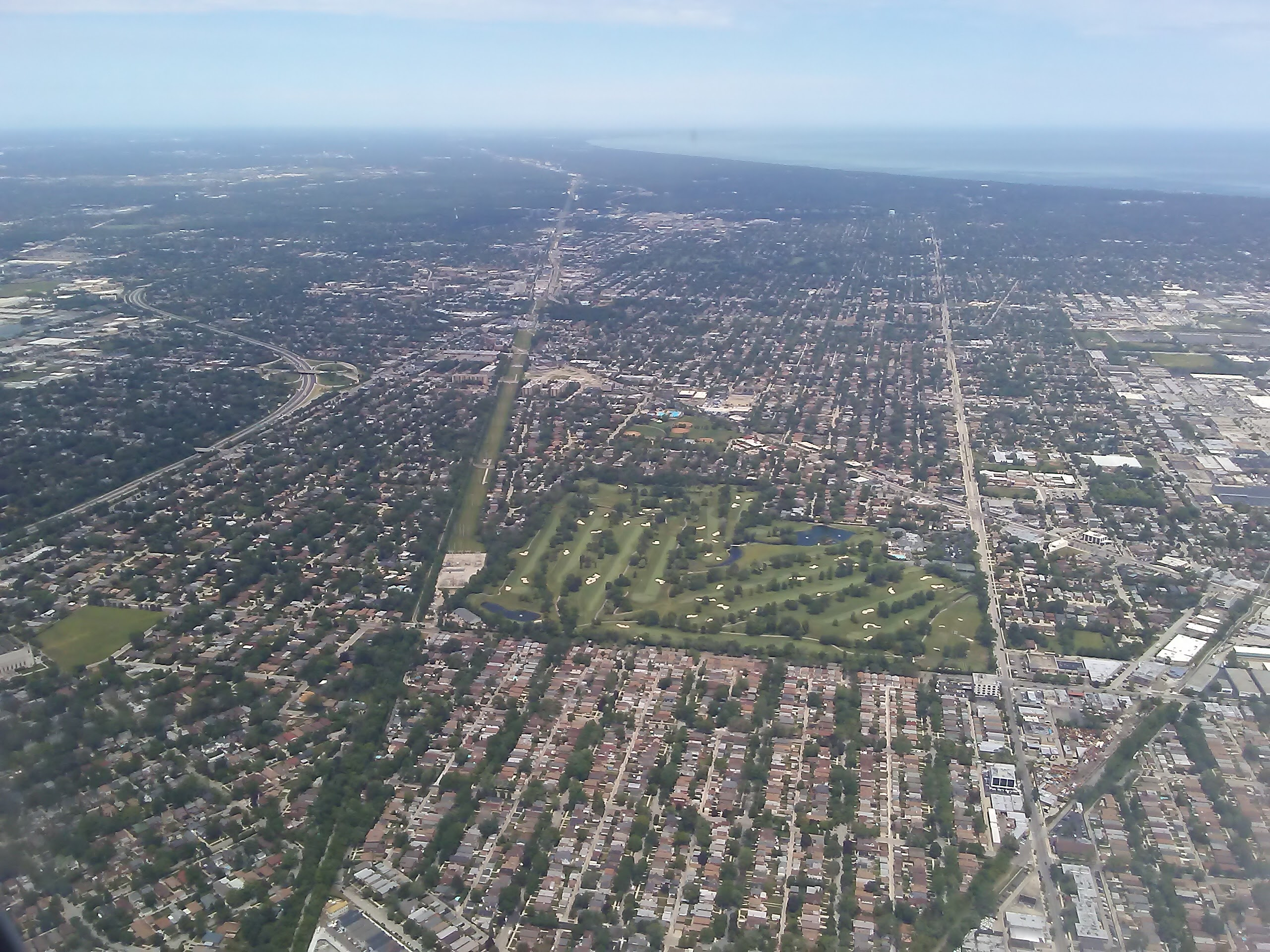
Vue aérienne sur les zones résidentielles de North Side.

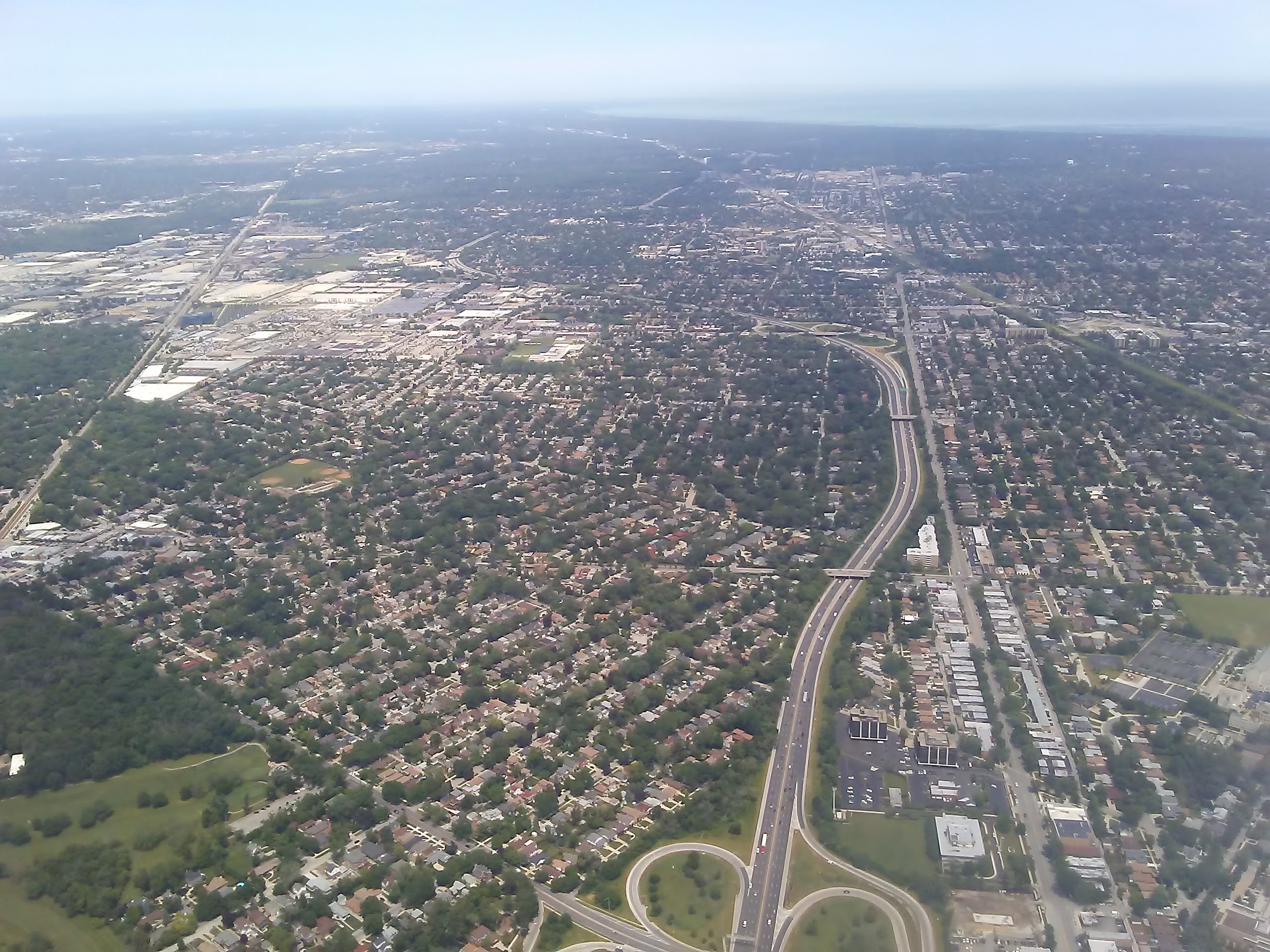
Autre vue de North Side.

North Side est le nom donné à la partie nord de la ville de Chicago, dans l'État de l'Illinois, aux États-Unis. North Side est l'une des quatre sections géographiques qui divisent naturellement le territoire de la ville de Chicago au niveau du canal sanitaire de Chicago et de la rivière Chicago.

## Géographie
Cette section géographique inclut de nombreux secteurs et quartiers de la ville comme ceux de : West Ridge, Edgewater, Lakeview, Rogers Park, North Park, Lincoln Park, Irving Park, Forest Glen, Belmont Cragin, North Center, Edison Park, Jefferson Park et O'Hare. North Side commence à la limite nord du secteur de Near North Side (Downtown).

## Description
Le côté nord de la ville (North Side) comprend essentiellement des quartiers résidentiels, ce qui explique qu'il s'agit de la partie peuplée de la ville de Chicago. Il contient des parcs publics et des plages s'étendant sur plusieurs dizaines de kilomètres le long du lac Michigan jusqu'à la frontière septentrionale de la ville. Une grande partie du côté nord a tiré bénéfice d'un boom économique qui a démarré durant les années 1990. Par exemple, Lincoln Park, un secteur situé au nord de la rivière Chicago et de Downtown Chicago, est passé de quartier industriel à quartier commercial, résidentiel, et divertissant, comportant la plus grande concentration de galeries d'art contemporain des États-Unis en dehors de Manhattan. Ce secteur abrite notamment Lincoln Park, le plus grand parc public de la ville qui contient en son sein le zoo de Lincoln Park. Depuis 2003, une politique a été engagée pour la démolition de logements sociaux tels que Cabrini-Green, pour laisser place à de nouveaux immeubles et pavillons classieux.
Les quartiers nord sont desservis par les transports en commun de la ville (CTA), tels que les bus et le métro (lignes rouge, bleue, brune et mauve) et par l'autoroute (Kennedy Expressway).